# 杏基湖
37°23′09″N 115°55′27″E / 37.38572°N 115.92426°E
杏基湖，位于中国河北省故城县中部，面积约2平方千米。

## 特点
该湖为人工湖。1977年春，当地民众在大杏基村西南利用江江河洼地开挖胜利湖（又名杏基湖）。盛产锂鱼、链鱼、甲鱼等。为故城县最大的湖泊之一。1995年，杏基湖成为发展甲鱼养殖的中心，辐射八个乡镇的30个村、150户。